# Ken Laufman
Ken Laufman (né le 30 janvier 1932 à Hamilton dans la province de l'Ontario au Canada) est un joueur canadien de hockey sur glace. Lors des Jeux olympiques d'hiver de 1956, il remporte la médaille de bronze et lors des Jeux olympiques d'hiver de 1960, il remporte la médaille d'argent,.

## Palmarès
- Médaille de bronze aux Jeux olympiques de Cortina d'Ampezzo en 1956
- Médaille d'argent aux Jeux olympiques de Squaw Valley en 1960

## Statistiques
| Saison    | Équipe                                      | Ligue   |                            | Saison régulière           | Saison régulière           | Saison régulière           | Saison régulière           | Saison régulière           |                            | Séries éliminatoires       | Séries éliminatoires       | Séries éliminatoires       | Séries éliminatoires | Séries éliminatoires |
| Saison    | Équipe                                      | Ligue   | PJ                         | B                          | A                          | Pts                        | Pun                        | PJ                         | B                          | A                          | Pts                        | Pun                        |                      |                      |
| 1951-1952 | Biltmore Mad Hatters de Guelph              | OHA     | 54                         | 53                         | 86                         | 139                        | 0                          | -                          | -                          | -                          | -                          | -                          |                      |                      |
| 1952-1953 | Generals d'Oshawa                           | MMHL    | 47                         | 16                         | 34                         | 50                         | 14                         | -                          | -                          | -                          | -                          | -                          |                      |                      |
| 1953-1954 | Dutchmen de Kitchener-Waterloo              | AHO Sr. | 55                         | 31                         | 60                         | 91                         | 25                         | -                          | -                          | -                          | -                          | -                          |                      |                      |
| 1954-1955 | Dutchmen de Kitchener-Waterloo              | AHO Sr. | 50                         | 23                         | 58                         | 81                         | 0                          | -                          | -                          | -                          | -                          | -                          |                      |                      |
| 1955-1956 | Dutchmen de Kitchener-Waterloo              | AHO Sr. | 48                         | 21                         | 52                         | 73                         | 0                          | -                          | -                          | -                          | -                          | -                          |                      |                      |
| 1956-1957 | Dutchmen de Kitchener-Waterloo              | AHO Sr. | 52                         | 21                         | 54                         | 75                         | 0                          | -                          | -                          | -                          | -                          | -                          |                      |                      |
| 1957-1958 | Dutchmen de Kitchener-Waterloo              | AHO Sr. | 59                         | 28                         | 53                         | 81                         | 22                         | -                          | -                          | -                          | -                          | -                          |                      |                      |
| 1958-1959 | Dutchmen de Kitchener-Waterloo              | AHO Sr. | 54                         | 44                         | 58                         | 102                        | 14                         | -                          | -                          | -                          | -                          | -                          |                      |                      |
| 1959-1960 | Dutchmen de Kitchener-Waterloo              | AHO Sr. | Statistiques indisponibles | Statistiques indisponibles | Statistiques indisponibles | Statistiques indisponibles | Statistiques indisponibles | Statistiques indisponibles | Statistiques indisponibles | Statistiques indisponibles | Statistiques indisponibles | Statistiques indisponibles |                      |                      |
| 1959-1960 | Canadiens de Hull-Ottawa                    | EPHL    | -                          | -                          | -                          | -                          | -                          | 3                          | 0                          | 4                          | 4                          | 4                          |                      |                      |
| 1960-1961 | Jets de Johnstown                           | EHL     | 64                         | 41                         | 75                         | 116                        | 24                         | 7                          | 6                          | 8                          | 14                         | 0                          |                      |                      |
| 1961-1962 | Jets de Johnstown                           | EHL     | 68                         | 38                         | 90                         | 128                        | 25                         | 15                         | 6                          | 15                         | 21                         | 8                          |                      |                      |
| 1962-1963 | Buckaroos de Portland                       | WHL     | 68                         | 16                         | 46                         | 62                         | 20                         | 7                          | 0                          | 4                          | 4                          | 2                          |                      |                      |
| 1963-1964 | Buckaroos de Portland                       | WHL     | 15                         | 1                          | 6                          | 7                          | 4                          | -                          | -                          | -                          | -                          | -                          |                      |                      |
| 1963-1964 | Capitals d'Indianapolis Wings de Cincinnati | LHPC    | 55                         | 19                         | 27                         | 46                         | 6                          | -                          | -                          | -                          | -                          | -                          |                      |                      |